# Casa Jaumandreu
La Casa Jaumandreu és un edifici del municipi de Sant Cugat del Vallès (Vallès Occidental) que forma part de l'Inventari del Patrimoni Arquitectònic de Catalunya. El 1882 es troba una instància dels senyor Gener Jaumeandreu sol·licitant permís de construcció de la casa i de la tanca. Actualment és la seu de l'Ateneu Santcugatenc.

## Descripció
És un edifici de tipus petit palau neoclàssic. Presenta unes característiques de la influència de l'arquitectura quotidiana. El conjunt de proporcions segueix els models clàssics: planta de creu grega, acurat dels buits, cornises, frisos, frontons i llindes. Els murs són arrebossats sobre obra. Té una estructura de planta baixa i pis que està coronat per un torratxa. Cal remarcar la tanca de ferro forjat de decoració barroca.